# Ion Biberi
Ion Biberi (n. 21 iulie 1904, Turnu Severin — d. 27 septembrie 1990, București) a fost un prozator, eseist și critic literar român.

## Biografie
A urmat Liceul Militar din Craiova, 1914-1921. A absolvit Facultatea de Medicină și Facultatea de Litere și Filozofie din București. Doctor în chirurgie, medic primar psihiatru. Debutează în literatură cu proze scurte, foarte apreciate de Tudor Arghezi, în prima serie a revistei Bilete de papagal, colaborează la reviste literare precum Revista Română, Kalende, Ramuri, ținând cronica ideilor la Viața Românească și a cărții franceze la Revista Fundațiilor. Romancier modernist (Proces, 1935), nuvelist (Oameni în ceață, 1937), este interesat de motivația psihică a experiențelor umane, de explorarea zonelor abisale ale subconștientului, angoasa, dar mai ales alienarea individului tensionînd spațiul epic. 
Imaginea romanelor sale, psihologică dar și estetică, de notatie joyceană, apropiindu-ne de André Gide, Robert Musil, Marcel Proust, rămîne în istoria literară, convingătoare și originală prin acuitatea observației lucide, îmbogățind profilul romanului nostru modern. Este autorul primului studiu admirativ despre metoda lui James Joyce, respinsă de Camil Petrescu.
Dezvoltată pe spații culturale vaste, de la clasicism și romantism, trecînd prin simbolism, suprarealism, pînă la existențialism și literatura absurdului, și în geografii diverse (franceză, germană, anglo-saxonă), eseistica sa se distinge mai des prin caracterul său interdisciplinar. Ion Biberi este autorul unei premise de sistem axiologic ce solicită abordarea operei din perspectiva multidimensională, începînd cu complexitatea biotipologică, profilul caracterologic, devenirea personalității autorului în timp și sfârșind cu integrarea operelor sale în sistemul valorilor naționale și universale. Este autorul unui faimos volum de interviuri intitulat Lumea de mâine în care, în 1947, 50 de intelectuali români își dau cu părerea asupra modului în care va arăta lumea de mâine. La câteva luni după apariție, regele Mihai este obligat să abdice iar prognozele intelectualilor, adunate în volum sunt spulberate. 

## Operă

### Nuvele
- Oameni în ceață, 1937

### Eseuri, studii literare
- Arta de a trai, 1970
- Essai sur la condition humaine, 1973
- Eros, 1974
- Thanatos, 1936
- Études sur la littérature roumaine contemporaine, 1934,
- Profiluri literare franceze, 1945
- Lev N. Tolstoi, 1947
- Tudor Vianu, 1966
- Pieter Bruegel cel Bătrîn, 1967
- Hanibal, 1967
- Poezia, mod de existență, 1968
- Argonauții viitorului, 1971
- Arta de a scrie si de a vorbi in public, 1972
- Arta suprarealistă. Privire critică, 1973
- Eseuri literare, filosofice, și artistice, 1982
- Luminile capricornului, 1983
- Ultimele eseuri, 1985

### Romane
- Proces, 1935, primul roman joycean românesc
- Cercuri în apă, 1939
- Un om își trăiește viața, 1946
- Destinul Aïsei, 1983

### Interviuri cu personalități culturale
- Lumea de mâine, interviuri, 1945 (reeditat, în 2001, la Editura Curtea Veche)
- Orizonturi spirituale. Dialoguri, 1968
- Lumea de azi, interviuri, 1980

## Premii și distincții
- Premiul Fundațiilor Regale pentru eseu (1936)
- Premiul Societății Scriitorilor Români (1938)
- Premiul special al Uniunii Scriitorilor (1979)